# 위례산
위례산(慰禮山)은 충청남도 천안시에 있는 523m의 높이의 산이다. 천안과 안성의 경계지점인 직산에 위치하며 직산 위례성·검은산·신산(神山)이라고 부른다.
백두대간에서 나뉜 금북정맥(錦北正脈)의 성거산에서 서쪽으로 달려가는 산줄기가 노태산이고 능선을 따라 북쪽으로 올라가는 산줄기가 경기도 안성의 서운산(538m)이다. 남쪽으로 계속 내려가면 태조산(421m)으로 이어진다.

## 위치
충청남도 천안시 서북구 입장면, 동남구 북면에 걸쳐 있는 산으로 성거산(聖居山, 521m)과 태조산(太祖山, 421m), 흑성산(黑城山,  519m)을 이어주면서 단국대학교 천안캠퍼스를 위시하여 상명대학교와 호서대학교, 백석대학교 등이 있어 거대한 대학촌을 감싸안고 있는 형세이다.
성거산에서 흘러나오는 물줄기가 모여 단국대학교 천안캠퍼스 앞에서 천호지(일명 안서호)를 이룬다. 만수위때 33ha(약10만평)에 해당하는 넓은 호수이다 과거에는 저수지로만 활용되었지만 현재는 천안시민의 휴식공원으로 활용되고 있다. 안서호의 수면관리자는 농업기반공사 천안지사이며, 수심은 4m 가량이고 수질관리는 천안시가 맡고 있다.
위례산 정상부에는 위례산성(慰禮山城)이 있다. 충청남도 천안시 북면에 있는 해발 480m의 산 정상에 흙과 돌을 섞어서 쌓은 성으로, 현재 성 둘레 약 800m, 성벽 높이 약 4m정도가 남아있다. 부분적으로 돌로 쌓은 성과 흙으로 만든 성이 함께 있었던 것으로 보인다. 위례산성은 1984년 5월 17일 충청남도기념물 제148호로 지정되었다.

## 역사
정상부에 위치한 위례산성은 충남 직산 지역에 있다는 백제의 수도 위례성라는 이야기가 전해진다. 《삼국사기》와 《삼국유사》에서 백제의 수도 위례성이 충청도 직산 지역에 위치해 있다는 기록이 일부 전해지며, 이후 오랫동안 위례성이 위치한 곳이라 알려져 왔다. 고려사지리지, 삼국유사, 세종실록지리지, 신증동국여지승람, 동사강목, 성호사설, 연려실기술 등 조선 중기까지 많은 책은 위례성의 위치를 충청도 직산으로보고 있었던 것이다.
하지만 정약용의 고증으로 직산 위례설이 반박된 이후 역사학계에서는 위례산의 위례산성이 백제의 수도 위례성이 아니라고 보고 있다. 인근 성거산에 위치한 성거산성과 연관지어 백제가 지은 성으로 보기도 하지만, 임진왜란 때 백성을 보호하기 위하여 쌓았다는 전설도 전해지기 때문이다.

## 논란
아직도 일부 학자는 위례산성과 마주하여 안성의 서운산성이 남향으로 축조되어 있는데 이러한 형세로 인하여 서운산성은 고구려 장수왕의 남쪽 끝 기지였고, 위례성은 백제 문주왕의 북쪽 끝 방어선이었다는 견해를 내놓고 있듯이 위례산성과 용샘이 전설로 남아 이곳 지역에 전해지고 있다.
위례산성과 용샘의 전설로 전해지는 위례산성은 둘레가 550m, 높이는 약 3m의 흙으로 쌓은 성으로 삼국사기나 삼국유사에 직산 위례성이라 불리는 곳이다. 위례산성 아래로 미끄러지며 내려가니 위례산 우물 용샘이 숨어있다. 여기에 명주실 한 타래를 풀어 떨어뜨리면 그 실이 서해안에 다다랐다는 전설이 전해지는 곳이다. 잠시 전설의 내용을 살펴보면 이렇다.
옛날 백제가 웅진(곰나루, 현재 공주시)에 수도를 정하고 있을 무렵, 한 왕이 남침해 오는 고구려의 군사를 막기 위해 이곳 위례산까지 와서 군사들의 사기를 높여 주고 전쟁을 독려했다. 이 왕은 용왕의 아들로 사람으로 변신하여 온갖 재주를 다 부리는 인물이었다. 그렇기 때문에 왕이 이곳에 올 때는 용으로 변해 공주에서 위례산 용샘까지 땅속 물줄기를 타고 단숨에 왔다.
고구려군은 영토를 확장하고자 틈만 있으면 백제를 공격했다. 그러나 번번이 패하기만 했다. 백제군이 승리를 거듭한 것은 두말 할 것도 없이 왕이 이곳까지 와서 여러 가지 조화를 부려 전쟁을 지휘했던 까닭이다. 백제왕은 이처럼 날마다 새벽에는 용으로 변해 곰나루(웅진)에서 이곳 용샘으로 나와 전쟁을 지휘하고, 밤에는 곰나루로 가서 낮에 하지 못한 정사를 살폈다.
이후부터 백제는 날로 강한 나라가 되었고 매일 왕은 새벽에 위례산으로 군사를 지휘하러 나갔는데 왕실에서는 날마다 낮에는 어디론가 갔다가 밤에만 나타나는 왕을 이상하게 여겼다. 특히 불만이 많던 왕의 처남은 왕비에게 왕이 간 곳을 물었다. 오빠의 속셈을 모르는 왕비는 왕은 사람이 아닌 용이라고 했다. 그러나 가뜩이나 왕을 못마땅하게 여기던 처남은 왕을 죽이기로 흉계를 꾸몄다.
용이 좋아하는 제비를 잡아 낚싯밥으로 만들어 왕이 용으로 되었다가 사람으로 다시 변하는 강가로 갔다. 해가 지고 어둠이 내려앉기 시작하자 왕이 용이 되어 공주로 돌아올 시간에 맞춰 왕의 처남은 낚시를 강물에 던져 놓고 물기를 기다렸다. 하루 종일 산성에서 전쟁을 지휘했던 왕은 피로와 시장기를 느끼고 그것을 물었다.
왕의 처남은 힘껏 낚싯대를 당겨 용을 낚았고 용은 현재 공주시 우성면 동대리 마을에 가서 떨어져 죽었다. 왕이 죽은 다음날, 백제군은 위례산 전투에서 패하고 말았고 백제군은 무릎을 꿇고 대성통곡을 했다. 이처럼 전쟁에서 지고 울었다 하여 이 산을 '울래산' 그것이 변하여 '위례산'이 됐다는 얘기다.
위례성은 그동안 일부 학자들에 의해 부정되었지만 최근에 각종 문헌(삼국유사의 백제 초기도읍 위례성 위치 기록과 신증동국여지승람, 조선실록 참고)등 관련 기록에서 백제의 첫 도읍지로 비정(比定)한 충남 천안시 직산 위례산성에서 처음으로 확인된 문지(門址)가 발견되어 천안시와 향토사학자들의 관심이 새롭게 높아지고 있다.

## 같이 보기
- 한국의 산
- 칠장산 (경기)
- 칠현산 (경기)
- 성거산 천흥사명 동종
- 태조산
- 성거산